# Mariä Geburt (Nicov)

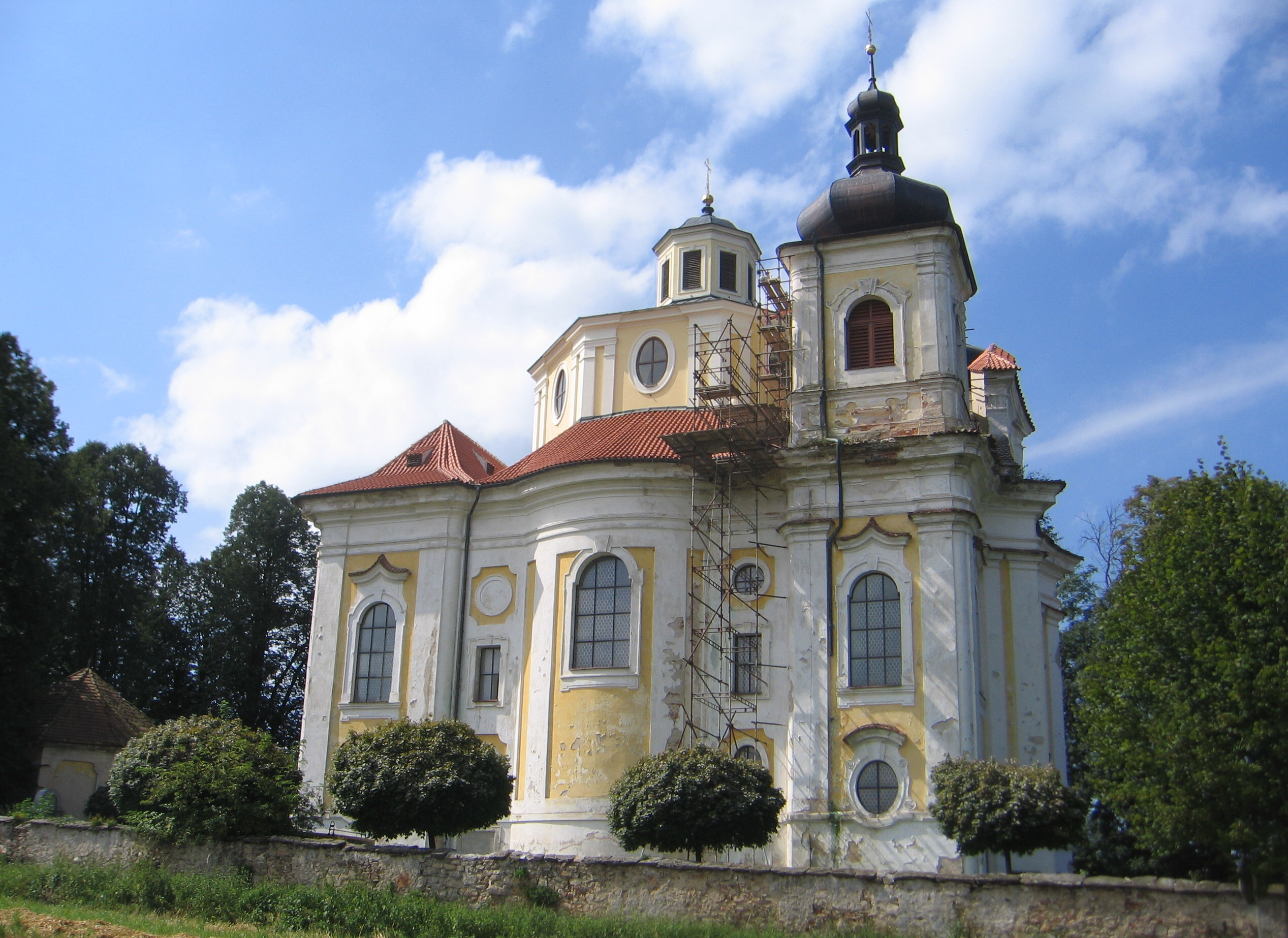
Mariä Geburt in Nicov

Die römisch-katholische Kirche Mariä Geburt (tschechisch Kostel Narození Panny Marie) ist ein barocker Kirchenbau in Nicov (deutsch: Nitzau), einem Ortsteil von Plánice (deutsch: Planitz), einer Stadt im Okres Klatovy in Tschechien.

## Geschichte
Initiator des barocken Kirchenbaus war der Besitzer der Herrschaft Planitz, der 1712 zum Statthalter in Böhmen und 1718 zum kaiserlichen geheimen Rat ernannte Graf Adolf Bernhard von Martinitz, der 1720 den Baumeister Kilian Ignaz Dientzenhofer mit dem Bau einer Basilika auf dem südöstlich der Stadt gelegenen Hügel von Nicov beauftragte. Die Kirche wurde 1730 von dem Königgrätzer Bischof Johann Joseph Wratislaw von Mitrowitz geweiht.
Nach Jahrzehnten der Vernachlässigung wurde 2012 eine Stiftung zur Restaurierung und Erhaltung der Kirche gegründet.

## Architektur
Zusammen mit der St.-Johann-Nepomuk-Kirche auf dem Prager Hradschin stellt die Kirche Maria Geburt in Nicov den frühesten eigenständigen Sakralbau Kilian Ignaz Dientzenhofers dar. Wie dort entstand ein kreuzförmig angelegter überkuppelter Zentralbau, in der Längsachse mit einem die Orgelempore aufnehmenden Vorraum sowie dem Chorraum, während die Querachse von zwei unmittelbar an die Kuppel anschließenden Konchen gebildet wird. Die Gebäudeecken nehmen Eckbauten ein, von denen die beiden eingangsseitigen als Unterbauten von Turmaufsätzen dienen. Der zwischen ihnen liegende Fassadenabschnitt ist konkav, der der Seitenfassade konvex angelegt.